# Disputa pelas Ilhas Senkaku

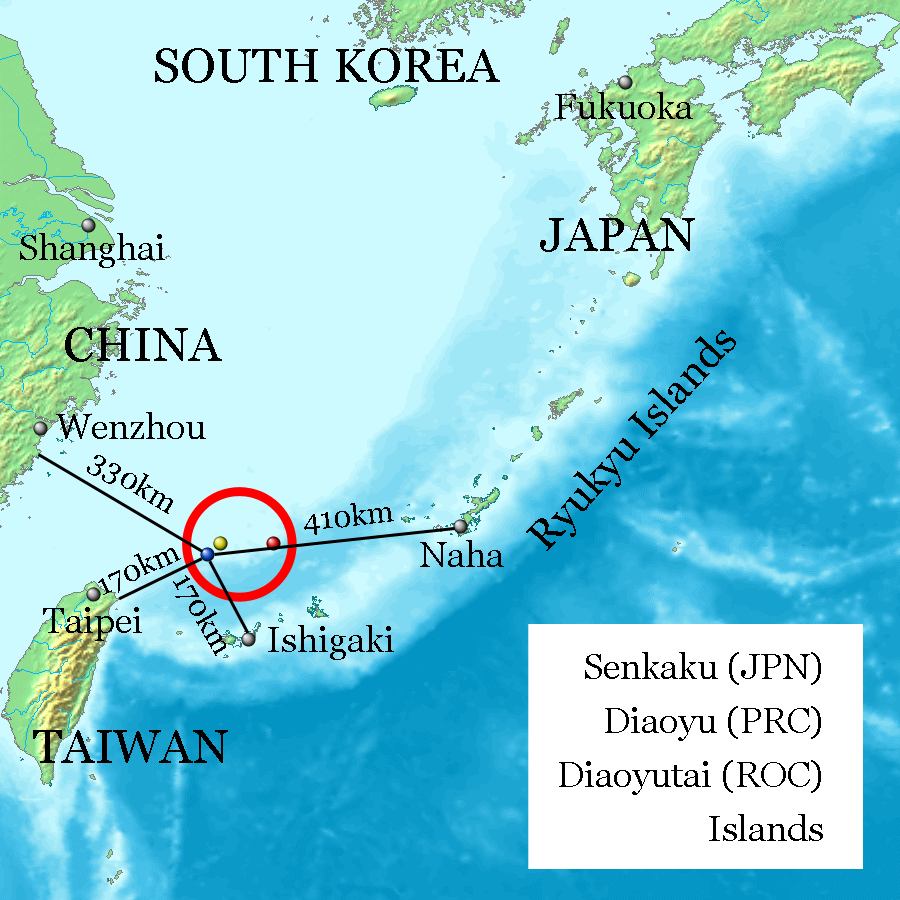
Localização das Ilhas Sekanku.

A disputa pelas Ilhas Senkaku, ou disputa pelas Ilhas Diaoyu ou disputa pelas Ilhas Tiaoyutai diz respeito a uma disputa territorial sobre um grupo de ilhas desabitadas conhecidas como ilhas Senkaku no Japão, ilhas Diaoyu na República Popular da China ou ilhas Tiaoyutai em Taiwan. Além de um período de administração pelos Estados Unidos (entre 1945 e 1972) como parte das Ilhas Ryūkyū, o arquipélago tem sido controlado pelo Japão desde 1895. De acordo com o acadêmico coreano Lee Seokwoo, a República Popular da China (RPC) começou a reivindicar a soberania sobre as ilhas na segunda metade de 1970, quando provas relativas à existência de reservas de petróleo vieram à tona. Taiwan (República da China) também reivindica as ilhas. O território está perto das principais rotas marítimas e pesqueiras, e pode haver reservas de petróleo na área.
O Japão argumenta que examinou as ilhas no final do século XIX e encontrou-a como uma Terra nullius (do latim: terra pertencente a ninguém); posteriormente, a China concordou com a soberania japonesa até a década de 1970. Tanto a China quanto Taiwan argumentam que provas documentais antes da Primeira Guerra Sino-Japonesa indicam posse chinesa e que o território é, portanto, um ataque japonês que deve ser encarado como uma conquista do Império do Japão que deveria ter sido devolvido em 1945, juntamente com todos os outros territórios ocupados pelo Japão imperial.
Embora os Estados Unidos não tenha uma posição oficial sobre o mérito das reivindicações de soberania concorrentes, as ilhas estão incluídas dentro do Tratado de Cooperação Mútua e Segurança entre os Estados Unidos e o Japão, o que significa que a defesa das ilhas pelos japoneses exigiria que os Estados Unidos interviessem em auxílio ao Japão.
Em setembro de 2012, o governo japonês adquiriu três das ilhas em disputa de seu "proprietário privado", o que levou a protestos em larga escala na China. No início de fevereiro de 2013, a situação tem sido considerada como "a mais séria para os sino-japonesas no período do pós-guerra, em termos de risco de conflito militarizado". Em 23 de Novembro de 2013, a República Popular da China criou a "Zona de Identificação de Defesa Aérea" no Mar da China Oriental, que inclui as ilhas Senkaku, e anunciou que iria exigir que todos os aviões que adentrassem na zona apresentassem um plano de voo e enviassem a radiofrequência ou transponder de informações.